# يحيى حميد الدين
يحيى محمد حميد الدين محمد المتوكل (يونيو 1869 - 17 فبراير 1948) هو إمام اليمن من عام 1904م وحتى عام 1948 وهو مؤسس المملكة المتوكلية اليمنية. أجبر الإمام يحيى الأتراك على الاعتراف به إماماً مستقلا على شمال اليمن في العام 1911 بعد حروب متواصلة ضد العثمانيين منذ 1872  بعد الحرب العالمية الأولى تخلصت المناطق الشمالية لليمن من التأثير التركي نهائياً وتعرض حكم الإمام لعدة تحديات أبرزها ثورة الدستور والتي قُتل على إثرها من بندقية الشيخ علي بن ناصر القردعي المرادي. حكم الإمام في فترة كانت المنطقة العربية تمر بـ«ثورات فكرية» وانتهج الإمام سياسية انعزالية خوفاً من امتدادها إلى اليمن.

## نسبه
هو يحيى المُتوكِّل على الله بن مُحَمد المَنصُور بالله بن يحيى بن محمد بن يحيى بن محمد بن إسماعيل بن محمد بن الحسين بن القاسم المَنصُور بالله بن محمد بن علي بن محمد بن علي بن الرشيد بن أحمد بن الحسين الأملحي بن علي بن يحيى بن محمد العالم بن يوسف الأشل بن القاسم بن يُوسف الدَّاعي إلى الله بن يحيى المَنصُور بالله بن أحمد الناصر لدين الله بن يحيى الهادي إلى الحق بن الحُسَين الحافِظ بن الإمام القاسم الرَّسي بن إبراهيم طباطبا بن إسماعيل الديباج بن إبراهيم الغمر بن الحسن المثنى بن الحَسَن السَّبط بن عَلِيُّ بن أبي طالِب.

## تعليمه
تلقى تعليماً بدائيا في كتّاب صنعاء (معلامة باللهجة اليمنية) وهو تعليم يقتصر على العلوم الدينية. عند وفاة والده الإمام المنصور بالله محمد (عام 1904 م) استدعى علماء عصره الزيديين المشهورين، إلى حصن نواش بقفلة عذر، وأخبرهم بالوفاة وسلم مفاتيح بيوت الأموال لهم طالباً منهم أن يقوموا باختيار الإمام الجديد فأبوا إلا أن يسلموها له لاكتمال شروط الإمامة فيه. لم تعترف الدولة العثمانية بإمامته على اليمن وهو جزء من الدولة العثمانية، مما أدى إلى نشوب الحرب بين الأتراك وقوات الإمام. انتهى القتال عام 1911 باعتراف العثمانيين به إماماً على اليمن.
يقول امين الريحاني في كتابه ملوك العرب أنك لا تجد في ملوك العرب من هو أعلم من الأمام يحيى في الأصول الثلاثة، الدين والفقه واللغة، ولا من هو أكبر اجتهادا وأغزر مادة منه. وله ذوق في الشعر والأدب فيقضي بعض أوقاته في المطالعة بل هو الشاعر الوحيد في حكام العرب جميعا  وما ذلك إلا بسبب إعداده إعداداً علمياً مميزاً لأكثر من ثلاثين عاماً قبل تبؤه منصب الإمامة  فمنذ أن بلغ السادسة من عمره وهو يداوم على حضور حلقات الدرس للدراسة والقراءة على أكابر علماء عصره في صنعاء وفي جبل الأهنوم والمدان وشهارة  بالطريقة التي كانت متبعة في العصور الإسلامية القديمة ولا يزال بعض علماء الدين الإسلامي يسير عليها

## سياسة الإمام

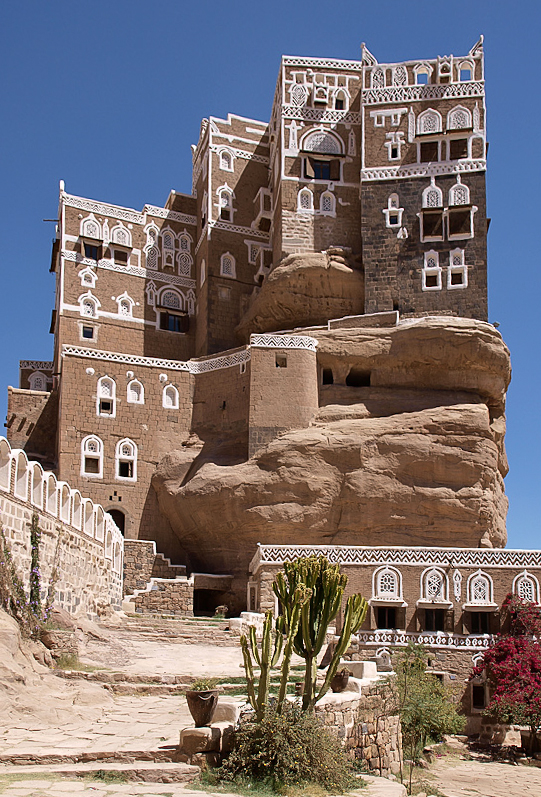
قصر الإمام والمشهور باسم دار الحجر

### معالعثمانيين

#### اتفاقية دعان
وقع صلح دعان في 9 أكتوبر 1911 بين الإمام يحيى حميد الدين ممثل الزيدية وبين ممثل الحكومة العثماني، وأقر بفرمان عثماني في 1913، نصت مواد الاتفاقية بصورة صريحة وواضحة بأنّ اليمن ولاية تابعة للسلطنة العثمانية، وأنّ يعترف الإمام بالحق الشرعي للسلطنة على اليمن، ويقول سيد مصطفى سالم: “ والغريب أنه لم يكن المقصود من وراء هذا الصلح سوى تهدئة الأوضاع في اليمن، وتوفير تلك الحملات الكبيرة التي أرسلت إليه حتى تتمكن السلطنة العثمانية من مواجهة باقي الأخطار التي تواجهها في البلقان وفي ليبيا (طرابلس الغرب). فقد نصّ اعتراف الصلح في مقدمته على اعتراف الإمام بالسيادة العثمانية على ولاية اليمن مقابل اعتراف العثمانيين بزعامة الإمام للطائفة الزيدية.

#### استقلال اليمن
أدت الاشتباكات المتزايدة بين البريطانيين في عدن، جنوب اليمن، والعثمانيين في شمال اليمن إلى تشكيل لجنة مشتركة لمسح الحدود وترسيمها، وهكذا تم إبرام معاهدة لإنشاء الحدود بين شمال اليمن العثماني وعدن ومناطق النفوذ البريطانية في جنوب اليمن في العام 1904م.
بعد هزيمة الدولة العثمانية في الحرب العالمية الأولى أصبح امام الزيدية يحيى حميد الدين حاكم شمال اليمن بحكم الامر الواقع، وقامت المملكة المتوكلية عام 1918.
كان الائمة الزيدية امتداداً لـلـ«ـوجاهة» الزيدية على صنعاء وما حولها من القرن العاشر الميلادي، وكانت وظيفتهم الأساسية الوساطة بين قبائل حاشد وبكيل واللتان عُرفتا بلقب جناحي الأئمة الزيدية فالحكم الزيدي كان قائماً على ولاء هاتين القبيلتين تحديدا من بين سائر قبائل اليمن لم تكن العلاقات ودية بينهم دوماً وعندما تولى الإمام يحيى الحكم عمد على محاولة إخضاعهم بالقوة واستغلال الدين وأي بادرة تمرد كان يقمعها بمعاونة قبائل صعدة أقوى مراكز الزيدية قديما وإلى ما بعد سقوط الملكية في اليمن 
أقام مملكة إقطاعية تفتقر لأبسط البنى التحتية فلا كهرباء ولا مستشفيات وعزل اليمن عن العالم الخارجي تماماً باستثناء وجود بعض الأطباء الإيطاليين والفرنسيين لمعالجة أفراد الأسرة الحاكمة ماتطلب علاجهم
وقد وصف محمد الفسيل حكم الإمام حميد الدين بالكهنوتية المستبدة، وأنه طمسَ القدرة على التفكير إلّا في إطار تقديس الإمام تقديساً عقائديّاً دينيّاً 

### مع الأدارسة وآل سعود
كان الأدارسة يسيطرون على جيزان وتهامة عسير والسواحل الغربية حتى الحديدة  وعقدوا معاهدة صداقة مع الإنجليز عام 1915 وبدأ بتلقي المساعدات المالية عام 1917  وأقاموا معاهدة مشابهة مع ابن سعود عرفت بمعاهدة دارين بحضور النقيب ويليام هنري شكسبير  وتخلى البريطانيون عن سياسة عدم التدخل في شؤون وسط والجنوب الغربي من شبه الجزيرة العربية وسلموا الحديدة إلى الأدارسة عام 1926 
خاض الإمام حروباً مع الإمارة الإدريسية دفعت الأدارسة للالتحاق ببن سعود  فأدرك الإمام أن توقيع معاهدة مع الإنجليز أمر لا مفر منه خاصة أن قوات بن سعود كانت تهدد المناطق الشمالية للبلاد. في عام 1932، توجه الإمام إلى مناطق قبائل وائلة ومنها إلى نجران موطن قبيلة يام.

### مع جنوب اليمن
كانت علاقة الإمام يحيى حميد الدين سيئة مع الإنجليز وكان يحاول بسط نفوذ المملكة المتوكلية على باقي اليمن فخاض حروباً ضد سلاطين جنوب اليمن المرتبط بالإنجليز وكان جيشه على بعد خمسين كيلو متراً من عدن فتدخل البريطانيون أخيراً وقصفوا قعطبة وتعز بالطائرات لمدة خمسة أيام 
كان الإمام يحيى حميد الدين يحاول- ضمن بسط سيطرته على البلاد اليمنية- أن يبسط سيطرته على المحميات الجنوبية فدخلت قواته الضالع للضغط على بريطانيا؛ كي تسلمه الحديدة، وليعلن عدم اعترافه بخط الحدود الذي رسمته اتفاقية بين قوتين غازيتين على أرض ليست لهما. وقد رأى الإمام أن يستعين بإيطاليا التي تحتفظ بمستعمرات في الساحل الأفريقي المقابل، فعقد اتفاقية صداقة معها عام 1926 م ولم يفت الإنجليز مغزى هذه الاتفاقية، التي شجعت الإمام على دخول سلطنة العواذل إلى جانب تدعيم قواته في الضالع والبيضاء، كما عقد معاهدة صداقة وتعاون مع الاتحاد السوفيتي في العام 1928م.
فكان رد فعل الإنجليز على تحركات الإمام هذه هو الحرب التي اشتعلت بين الطرفين عام 1928 م، استخدم فيها الإنجليز الطائرات الحربية التي ألقت على الناس منشورات تهديد وقنابل دمار ألحقت الضرر في جيش الإمام وفي المدن الآمنة التي ألقيت عليها، وقد انتهت هذه الحرب بهزيمة الإمام وإجباره الدخول في مفاوضات انتهت هي الأخرى بمعاهدة عرفت بمعاهدة الصداقة والتعاون المتبادل بين اليمن وبريطانيا وقعت في 11 فبراير 1934 م بين المملكة المتوكلية اليمنية وبريطانيا (مستعمرة عدن).، وقد انسحب الإمام فيما بعد من مناطق المحميات التي دخلها، ومع أن الإمام رفض الاعتراف بخط الحدود الذي رسمته اتفاقية بريطانيا وتركيا، إلا أنه اضطر للتسليم بالوجود البريطاني في عدن لمدة أربعين عاماً قادمة، وهي مدة الاتفاقية، على أن يُبْحَث موضوع الحدود قبل انتهاء مدة هذه الاتفاقية.

### من أقواله
أرادوها نهاية فكانت البداية، ونبقى هاشميون على نهج أسلافنا من أئمة آل البيت، لانتغير، نرفض الخنوع وطأطأة الرؤوس، ونرفض الظلم، ونعري الفساد، وندعوا للحرية والعدالة، رضي من رضي وأبى من أبى.

### إدارة البلاد
حينما هُزمت الدولة العثمانية في الحرب العالمية الأولى سنة 1918 سلمت ما كانت تحكمه في اليمن (ولاية اليمن) إلى الإمام يحيى حميد الدين، فعدّل وبدّل وغير في النظام، فاستبدل أمير اللواء ب«المتصرف»، والعامل ب«القائم مقام»، وفصل «قضاء إب» من «لواء تعز» سنة 1340هـ وجعله مرتبطاً بلواء ذمار، ثم بصنعاء مباشرة، وزاد في عدد الألوية، فجعل بلاد صعدة لواء عرف ب«لواء الشام»، وكان حاكمه يدعى ناظرة الشام.
لما استحدث «لواء ذمار» وربط به «قضاء إب» كما ربط به «قضاء زبيد» وكذلك وصاب العالي ووصاب السافل وعتمة، ثم ربط به أيضاً «بلاد البيضاء» بعد امتداد نفوذ الإمام إليها سنة 1342هـ ولم يلبث هذا اللواء بهذا الإتساع الا فترة قصيرة، كان أمير هذا اللواء عبد الله الوزير فلما عينه الامام يحيى في أعمال أخرى، ففصل عنه «قضاء إب» وربطه بصنعاء، وفصل عنه عتمة، وأعيد «قضاء زبيد» إلى «لواء الحديدة» كما كان، وجعلت «قضاء البيضاء» قضاء مستقلاً مرتبطاً بالعاصمة، حتى لم يبق منه إلا قضاء ذمار فقط، فتولى ادارته شقيقه الأكبر محمد بن أحمد الوزير، كما ربطت «ذمار» نفسها ب«لواء صنعاء»
ثم في 1921 - 1339هـ أستحدث الإمام يحيى حميد الدين «لواء حجة» بعد أن أضاف إليه «قضاء حجور» والشرفين وناحية كُحلان، وناحية الأهنوم، وحبور، والسودة، وقد أناطه بإبنة الأكبر أحمد يحيى حميد الدين بعد أن قضى على تمرد محسن بن ناصر شيبان، ثم ضم إليه «قضاء ميدي» وناحية عبس، بعد امتداد نفوذ الإمام إليها عام 1241هـ.
وفي سنة 1357هـ أرسل الإمام يحيى حميد الدين ابنه الحسن والياً على إب وجعلها مركز لواء، وضم إليها «قضاء العدين» و«قضاء ذي السفال»، وكانا تابعين لـ «لواء تعز»، كما ضم إليها «قضاء يريم» وقضاء النادرة وقعطبة.
وسلخ من قضاء رداع «مخلاف الحبيشية وبعض مخلاف الرياشية» وجعلهما ناحية مركزها دمت، وأضافها إلى «لواء إب» وأخذ بعض عزل من يريم، وبعض عزل من مغرب عنس، وبعض عزل من حبيش، وجعلها ناحية عرفت ب«ناحية القفر» وكان مركزها ربابة، ثم نقل المركز إلى رحاب.احية، مركزها الرضائي، ومخلاف بعدان إلى ناحية مركزها العزلة، وجعلهما تابعين لـ «لواء إب» مباشرة.

## اغتيال الإمام
قامت الثورة الدستورية اليمنية في 17 فبراير 1948 حين قام عدد من ضباط الجيش ومشايخ القبائل أبرزهم شيخ مشايخ قبيلة مراد المذحجية الشيخ علي بن ناصر القردعي، والذي كانت علاقته سيئة بالإمام يحيى، والضابط عبد الله الوزير، ونجل الإمام يحيى،إبراهيم يحيى حميد الدين بمحاولة انقلاب وإنشاء دستور مدني للبلاد عام 1948 قتل خلالها الإمام برصاصة من بندقية الشيخ علي بن ناصر القردعي أصابت رأسه في منطقة حزيز جنوبي صنعاء. حيث أزيح آل حميد الدين من الحكم وتولى عبد الله الوزير السلطة كإمام دستوري بدعم من (الإخوان المسلمون في اليمن) الذين عرفوا حينها باسم الأحرار اليمنيون[بحاجة لمصدر]، لكن الانقلاب فشل بعد أن قام الإمام أحمد حميد الدين بثورة مضادة مؤيدة بأنصاره من القبائل استطاع خلالها إجهاض الثورة وإعدام الثوار وقدمت السعودية الدعم للإمام أحمد بسبب طبيعة الانقلاب الدستورية  كذلك ابتعاد القيادات الإصلاحية عن عموم الشعب أدى إلى فشل الثورة، فعلاقة الإمام بالقبائل كانت أقوى كونه  أمير المؤمنين  فلم تكن هناك من مقارنة بين القوات الانقلابية والقبائل التي استجابت لدعوة الإمام أحمد.